# Stari Tbilisi
Stari Tbilisi (gruzijsko: ძველი თბილისი, Dzveli T'bilisi) je bil upravni okraj (raioni) v Tbilisiju, glavnem mestu Gruzije, od leta 2007 do 2013. Čeprav se izraz stari Tbilisi že dolgo uporablja za označevanje zgodovinskega dela mesta, je šele leta 2007 postal izrazita upravna enota, ki jo sestavlja več zgodovinskih sosesk, ki so bile prej vključene v okrožja Mtacminda-Krcanisi, Isani-Samgori in Didube-Čughureti. Okrožje je bilo ukinjeno leta 2013, njegova ozemlja pa so bila dodeljena več drugim enotam prestolnice.
Stari Tbilisi je v glavnem tisto, kar se običajno imenuje zgodovinsko okrožje Tbilisija, ki je bilo zaradi svoje pomembne arhitekturne in urbanistične vrednosti, pa tudi zaradi grožnje njegovemu preživetju, že prej na seznamu World Monuments Watch (WMF) (1998, 2000, 2002).
Okrožje leži na obeh straneh reke Kure / Mtkvari, v njem pa prevladujejo gora Mtacminda, trdnjava Narikala in spomenik Kartlis Deda. Predvsem predstavlja urbano strukturo iz 19. stoletja z večinoma eklektično arhitekturo, ki vključuje zgradbe in strukture od 5. do 20. stoletja. Vendar večina mesta pred 19. stoletjem ni ohranjena zaradi uničujoče perzijske invazije leta 1795. Edina ohranjena stavba je La Residence, grad v Starem mestu, edini grad v Gruziji v zasebni lasti. Nekoč trdnjava pred mongolskimi vpadi je bila od 16. stoletja rezidenca perzijskega šaha, upravitelja za vzhodno Gruzijo . Mesto je bilo pod rusko oblastjo popolnoma obnovljeno in razširjeno. Ruska uprava se je osredotočila na razvoj novih, modernih okrožij zunaj starega mesta, zgodovinsko mestno jedro pa so obnovili lokalni obrtniki. Obnova starega mesta je bila končana do sredine 19. stoletja.
Staro mesto ustreza zgodovinskemu mestnemu jedru, zgrajenem v 5. stoletju. Med obnovo v 19. stoletju so se ohranile nepravilno vijugaste ulice in srednjeveška zgradba mesta. Na ulicah še vedno obstajajo zgodovinski kamniti tlakovci. Stanovanjske stavbe v tradicionalnem tbilisijskem slogu so izjemne. So dvo- do tri nadstropne opečne stavbe s sistemom podaljšanih, obsežnih lesenih balkonov, prehodov, zunanjih stopnic in dvorišč, ki služijo kot predprostor. Zunanja in notranja organizacija hiš sta združeni. Poleti balkoni predstavljajo središče družinskega življenja.

## Stavbe
V okrožju je večina turističnih znamenitosti v Tbilisiju, vključno s cerkvami, muzeji, žveplenimi kopelmi in čudovitimi lesenimi hišami z odprtimi, klesanimi balkoni.
V Starem mesto so zgodovinske verske zgradbe številnih religij: tri gruzijske pravoslavne cerkve, Sionska stolnica (5. stoletje), cerkev Metehi (13. stoletje) in bazilika Ančishati (6. stoletje), armensko-gruzijska cerkev, sefardska sinagoga in mošeja.
Karavanseraj (gruzijsko Karwasala), zgrajen v 19. stoletju, stoji na temeljih karavanseraja iz 17. stoletja. Prikazuje prehod zgodovinske povezave Svilne ceste med vzhodom in zahodom. Tudi Marco Polo je potoval skozi Tbilisi. V novejšem času je bilo tukaj trgovsko središče s kavarnami in muzej zgodovine Tbilisija Ioseb Grišašvili. Trg Gorgasali je bil nekoč zbirališče kameljih karavan. Umetniške galerije, pa tudi trgovine z rokodelstvom in tradicionalnim nakitom so se naselile v majhnih hišah nekdanjega bazarja na ulici Šardeni. Ulice imajo imena po starih obrteh. V bližini sinagoge na ulici Gorgasali so judovske restavracije in trgovine.
Žveplene kopeli v kopališču Abanotubani iz (17. stoletja) spadajo v staro mesto. Obiskali in  pohvalili so jih Tolstoj, Puškin in Aleksander Dumas. Vstopnina stane nekaj manj kot 5 evrov, temeljita masaža približno 15 evrov.
Na ulici Baratašvili so se ohranili deli starega mestnega obzidja. V vrzelih so zgradili nove stanovanjske stavbe. Spominski zid spominja na obrambo starega mesta pred perzijskimi napadalci  leta 1795. Nasproti stene je 23 metrov visoka stela. Služi v počastitev 300 aragvinjcem, gruzijski vojaški enoti, ki je rešila kralja Iraklija II. pred perzijskim obleganje in v vojakom, ki so izgubili življenje.

## Sodobnost
V 19. stoletju je bilo osrednje ozemlje novodobnega okrožja Stari Tbilisi nazorno razdeljeno na etnične soseske, kot so Avlabari z armensko in gruzijsko četrtjo, Aleksanderdorfska nemška četrt na levem bregu reke Kure in perzijska četrt (Said -Abad) na desnem bregu reke Kure.
Stari Tbilisi je bil središče uspešne umetniške skupnosti z umetnikom Giovannijem Vepkhavadzejem, znanim po tem, da se je specializiral za slikanje mnogih uličnih prizorov v okrožju.

## Novo življenje Starega Tbilisija
Stavbe v starem mestu so se skozi stoletja porušile. Prvič so bile obnovljene leta 1934. To je bil eden redkih obnovitvenih projektov v Sovjetski zvezi. Leta 1975 je bilo to okrožje uradno razglašeno za zgodovinsko okrožje. Hiše so bile leta 1998 popisane s sredstvi Svetovne banke, da bi postavili temelje za spomeniško zaščito. Septembra 2003 sta Svet Evrope in gruzijska vlada podpisala sporazum o projektu Tbilisi, ki vključuje popravilo, posodobitev in oživitev zgodovinskega mestnega jedra. Pri izvajanju projekta sodelujeta UNESCO in Mednarodna organizacija za ohranjanje kulturne dediščine (ICCROM).
Leta 2010 je vlada Tbilisija začela program, ki ga je sprožil župan Gigi Ugulava. Ideja je bila obnoviti stare in poškodovane hiše in kamnite ulice, da bi stari Tbilisi postal privlačnejši za turiste in obiskovalce.